# Ford Fiesta
Fiesta je mali kompaktni automobil koji dolazi u verziji hatchback, a na nekim tržištima npr. SAD kao limuzina. Proizvodi ga i prodaje marka Ford. Fiesta poput ostalih automobila u toj klasi ima prednji pogon. Fiesta je trenutno u šestoj generaciji a proizvodi se u Europi, SAD, Brazilu, Argentini, Meksiku, Venezueli, Kini, Indiji, Tajvanu, Tajlandu i Južnoafričkoj Republici. 
Prodavana je svugdje u svijetu i od kada je predstavljena 1976. godine prodana je u preko 16 milijuna primjeraka.
2010. godine šesta generacija Fieste je predstavljena cijelom svijetu, uključujući i SAD te Kanadu, čime je postala prva generacija koja se prodaje u sjevernoj Americi od kako je prekinuta prodaja još prvog modela krajem 1980.

## Razvoj
Fiesta je u početku razvijana pod kodnim imenom "Bobcat" i odobrio ju je Henry Ford II rujna 1972. godine. Ciljani razvoj indicirao je da će proizvodnja biti jeftinija za 100$ od ondašnjeg Escorta. Automobil je također trebao imati međuosovinski razmak veći nego Fiat 127, ali sa sveukupnom dužinom manjom nego u Escorta. Završni prijedlog je razvio je Tom Tjaarde iz Ghie. Projekt je odobren u jesen 1973., uz suradnju Fordovih inženjerskih centara u Kölnu i Duntonu (Essex).
Ford je predviđao proizvodnju od 500 000 jedinica godišnje, te su sagradili sasvim novu tvornicu pokraj Valencie u Španjolskoj, tvornicu prijenosnih osovina u Bordeauxu u Francuskoj. Završno sastavljanje automobila vršilo se u Valenciji.
Ime Fiesta je u trenutku dizajniranja automobila pripadalo General Motorsu, ali je besplatno dato Fordu za korištenje na njihovim novim autima B klase. Nakon godina špekulacija auto-moto novinara o Fordovu novom automobilu, isti je postao uspješan zahvaljujući pomno smišljenim curenjima informacija u medije od kraja 1975. Fiesta je bila u izlogu na utrci 24 sata Le Mansa u lipnju 1976., te je puštena u prodaju u Francuskoj i Njemačkoj u rujnu 1976. Na opće nezadovoljstvo trgovaca u Ujedinjenom Kraljevstvu, verzija s volanom na desnoj strani se pojavila u Britaniji tek u siječnju 1977. godine.

## Prva generacija (1976. – 1983.)
Prva Fiesta je imala 4 motora, 1.0L s 40(45)KS, 1.1L s 53 KS, 1.3L s 66 KS i 1.6L s 84 KS. U sve četiri verzije prve generacije kao mjenjač je korišten mehanički (ručni) 4-brzinski mjenjač.
Klasični facelift je napravljen 1981. godine. Prva Fiesta se proizvodila s troja vrata.

## Druga generacija (1983. – 1989.)
Druga generacija Fieste je praktički veća nadogradnja prve, u ponudu je dodan dizelski motor, poboljšani su benzinski motori i uveden je automatski mjenjač.
Izgled je također promijenjen dok su dimenzije automobila iste. 1.3L OHV motor zamijenjen je 1.3L CHV motorom, koji je kasnije zamijenjen modelom 1.4. Model 1.1L imao je CVT mjenjač a 1.6L i 1.3L ručni mjenjač s pet brzina.

## Treća generacija (1989. – 1997.)
Nakon uspjeha prve dvije generacije Ford je za treću generaciju Fieste uložio puno više novca. Napravljena je nova B platforma koju koriste i Ford Puma i Ford Ka ali i četvrta generacija Fieste. Ova Fiesta je prva koja je imala verziju s 5 vrata. 1991. godine Ford Courier je izašao na tržište, to je bio kombi baziran na Fiesti. 1994. godine su napravljene preinake radi sigurnosti i dodani su neki novi motori. Mjenjači su bili 4/5 brzinski ručni i CVT. Nova Fiesta je izašla 1995. godine pa se treća generacija do 1997. godine prodavala pod imenom Fiesta Classic.

## Četvrta generacija (1995. – 2002.)
Četvrta generacija je koristila istu platformu kao i prethodnik ali je unaprijeđena, posebno ovjes pa je fiesta bila najupravljivija u klasi.
Uz ovu Fiestu u istoj tvornici se proizvodila i Mazda 121. Mjenjači su bili 5 ručni i CVT. 1999. godine Fiesta je doživila veći facelift, New Edge dizajn je korišten kao na tek izašlome Focusu, tako da se npr. u Velikoj Britaniji ova Fiesta nazivala 5. generacijom.

## Peta generacija (2002. – 2009.)
Potpuno nova generacija Fieste na potpuno novoj platformi B3, koja se dijeli s Mazdom 2, je izašla 2002. godine. U recenzijama je hvaljena upravljivost i solidna prostranost. Ova Fiesta je prva koja je standardno dolazila s ABS-om i zračnim jastukom za suvozača. Također ova je Fiesta najprodavanija do sada. 1.3 motor je nadograđeni a novi su Duratec 1.25/1.4/1.6 i 2.0. Dizelaši su također novi, napravljeni u suradnji s PSA 1.4 i 1.6 Duratorq TDCi.
Fiesta ST je predstavljena 2004. godine, pokretana je 2.0 Duratec HE motorom snage 150 ks. Mjenjači su Ford IB5 ručni i 4 automatski. 2005. godine je urađen facelift.

## Šesta generacija (2008.– )
2008. godine Ford je predstavio potpuno novu Fiestu. Nastala na novoj platformi Global B koju ne dijeli s nijednim drugim vozilom Fiesta je dobila i nove motore i tehnologije. Ova Fiesta ima i verziju ECOnetic koja ima samo 98 g/km ispušnih plinova. U recenzijama jako je hvaljena zbog upravljivosti i smanjene težine u odnosu na prethodnu generaciju.